# Ostheim (Haut-Rhin)
Ostheim ist eine französische Gemeinde mit 1654 Einwohnern (Stand 1. Januar 2022) im Département Haut-Rhin in der Region Grand Est (bis 2015 Elsass). Sie ist Mitglied des Gemeindeverbandes Pays de Ribeauvillé.

## Geografie
Die Gemeinde Ostheim liegt an der unteren Fecht in der Oberrheinebene zwischen Colmar und Schlettstadt.

## Geschichte
Von 1871 bis zum Ende des Ersten Weltkrieges gehörte Ostheim als Teil des Reichslandes Elsaß-Lothringen zum Deutschen Reich und war dem Kreis Rappoltsweiler im Bezirk Oberelsaß zugeordnet.
Nach der fast vollständigen Zerstörung des Dorfes Anfang 1945 wurde es wiederaufgebaut, das Ortsbild (mit den beiden Kirchen und dem Rathaus) ist deshalb im Stil der frühen Nachkriegszeit.
An die Kriegsereignisse erinnert die Mauer der Störche („mur aux cigognes“), eine hohe, noch stehengebliebene Giebelwand der früheren Poststation von 1747, die zugleich als Kriegerdenkmal dient, mit der schlichten, unpathetischen Inschrift „A nos morts“ (unseren Toten).

## Bevölkerungsentwicklung
| Jahr      | 1910 | 1962 | 1968 | 1975 | 1982 | 1990 | 1999 | 2007 | 2017 |
| Einwohner | 1078 | 1306 | 1329 | 1265 | 1335 | 1335 | 1371 | 1564 | 1612 |

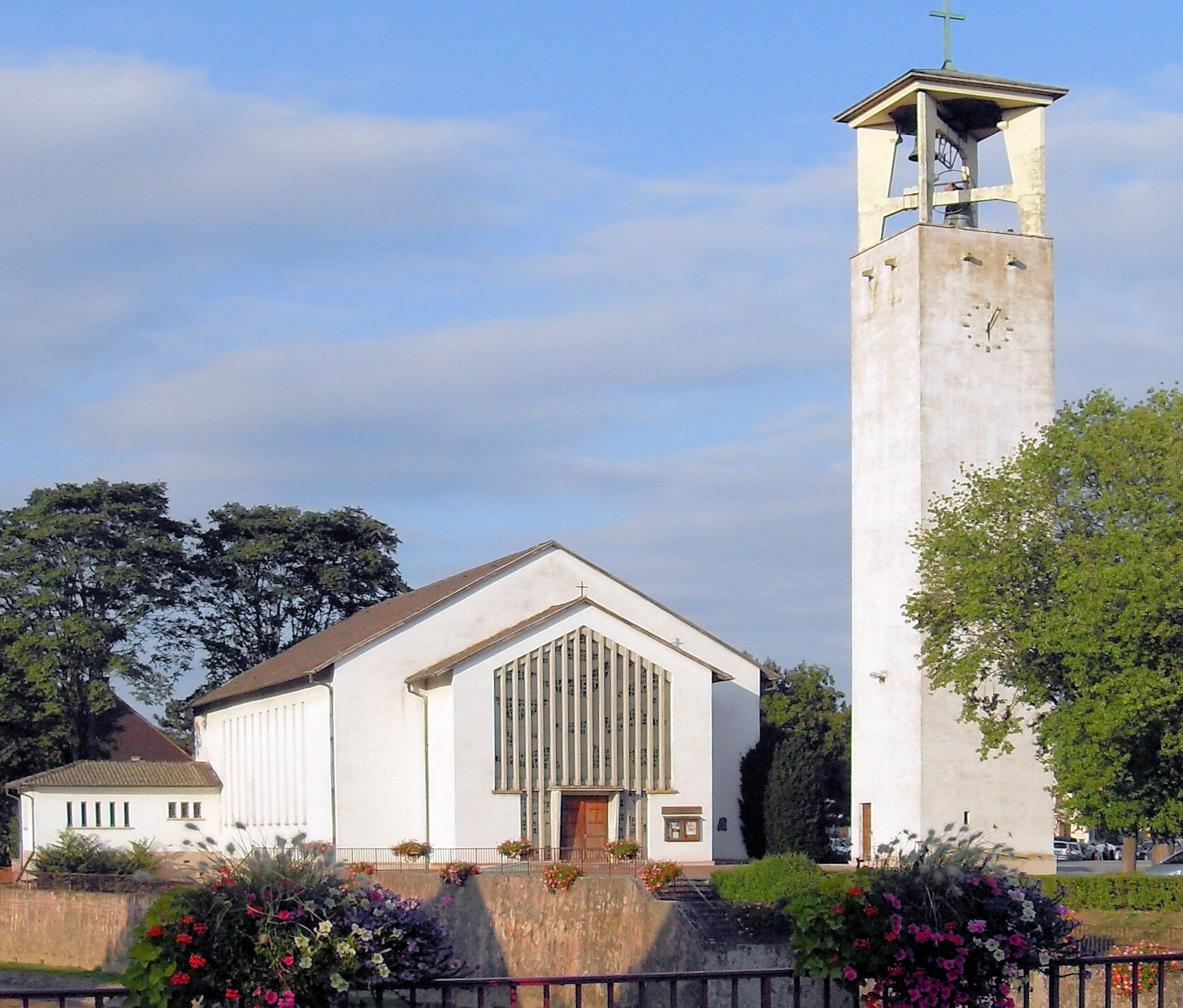
Protestantische Kirche
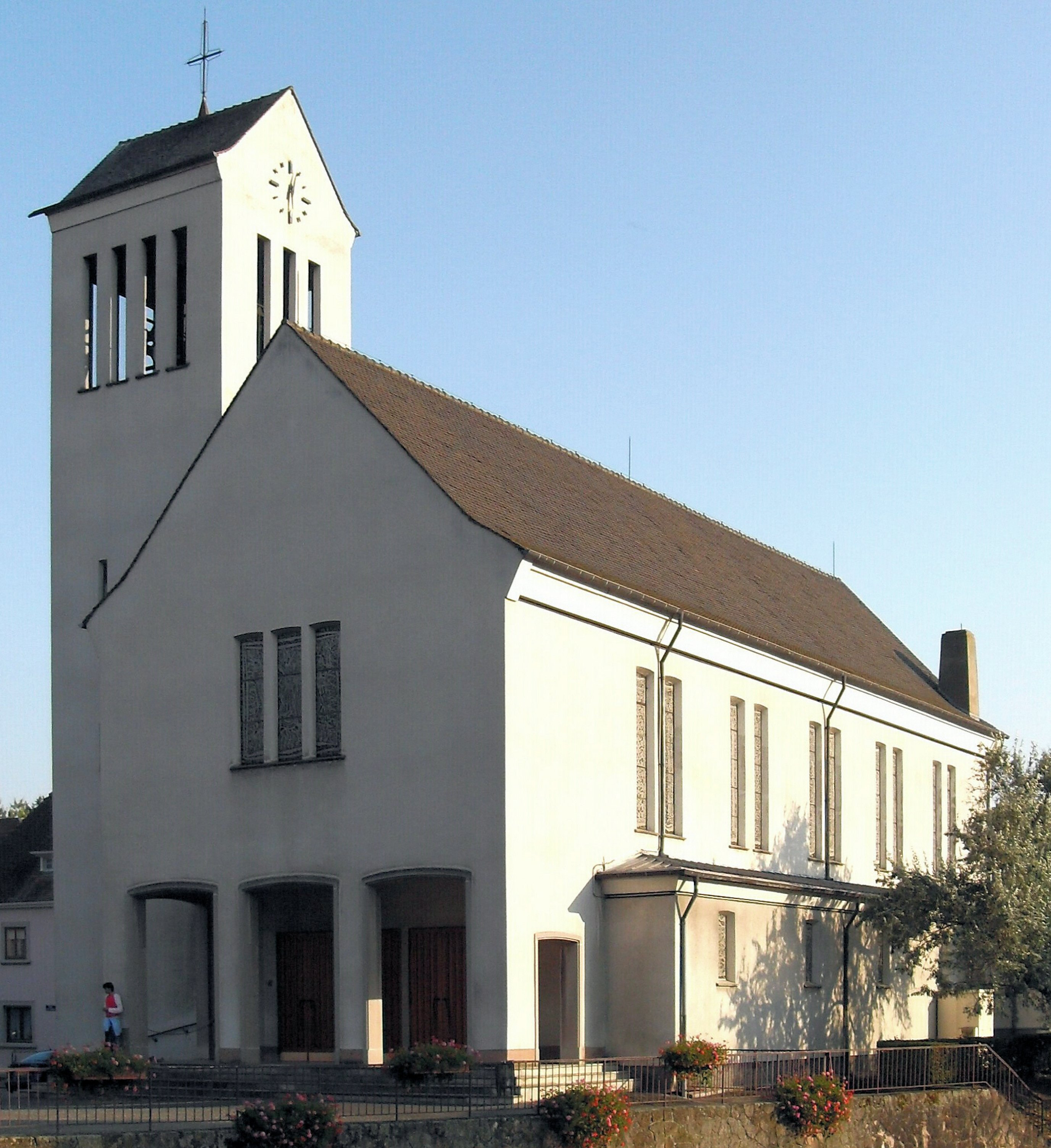
Katholische Kirche

## Persönlichkeiten
- Christian Ludwig Landbeck (* 11. Dezember 1807 in Ostheim; † 3. September 1890 in Santiago de Chile), deutsch-chilenischer Ornithologe